# Pabstia jugosa
Pabstia jugosa es una especie de orquídea epifita originaria  de Brasil.

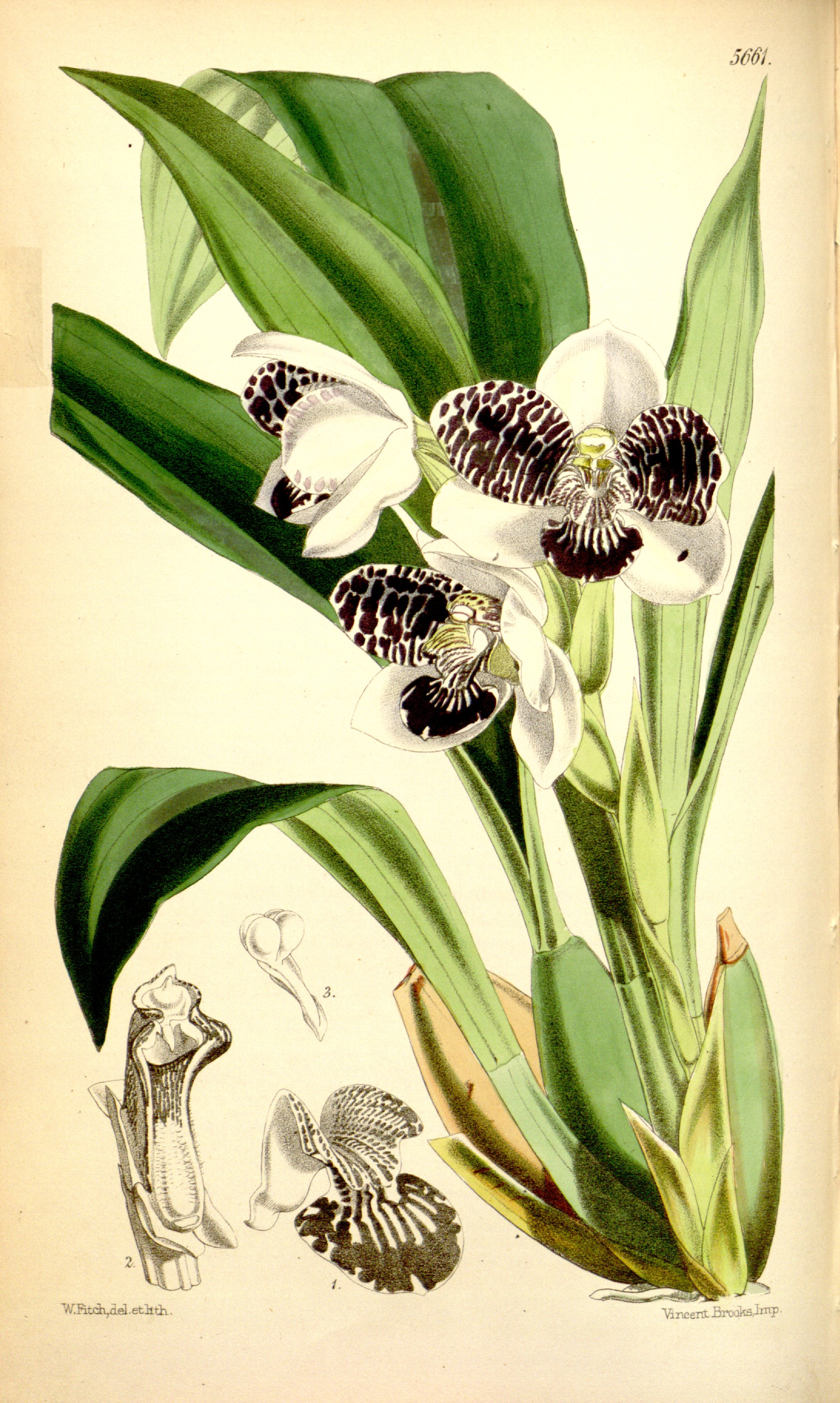
Ilustración

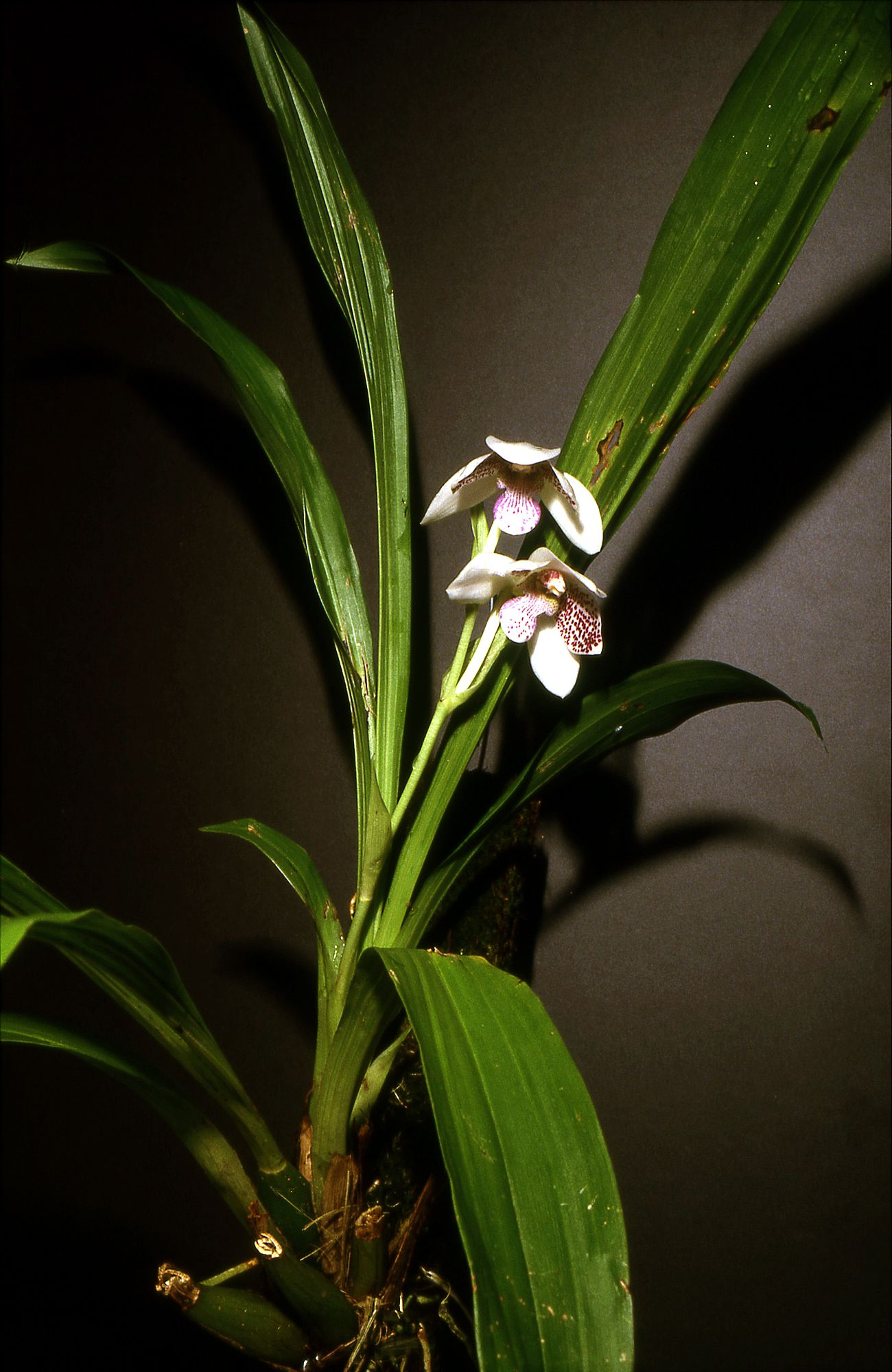
Vista de la planta

## Descripción
Es una orquídea de tamaño mediano, con hábitos de epífita o litofita  con clústeres de pseudobulbos sulcados, un poco ovoide a ovoide alargado, comprimido que  llevan 2 hojas apicales, subcoriáceas alargadas, lanceoladas, cortamente acuminadas, basalmente largo atenuada: Florece con uno a cuatro flores fragantes en una inflorescencia de 22,5 cm de largo, erecta o arqueanda que aparece desde un nuevo crecimiento con brácteas florales oblongo -lanceoladas, largo acuminadas y más largas que las hojas. Se producen en la primavera o principios del verano. Esta especie necesita condiciones de sombra, bien regados hasta que el pseudobulbo alcanza la madurez a finales del otoño, entonces se debe dar menos agua.

## Distribución
Se encuentra desde   la Serra do Mar en Espíritu Santo hasta Santa Catarina en Brasil a una altura de 700 metros en lugares húmedos y sombreados.

## Taxonomía
Pabstia jugosa fue descrita por (Lindl.) Garay y publicada en  Bradea, Boletim do Herbarium Bradeanum 1(27): 307. 1873.
Etimología
Pabstia: nombre genérico que fue otorgado en homenaje a Guido Frederico João Pabst, estudioso de las orquídeas brasileñas.
jugosa: epíteto latino que significa "jugosa".
Sinonimia
- Colax jugosus (Lindl.) Lindl.
- Colax jugosus var. rufinus Rchb.f.
- Colax jugosus var. viridis God.-Leb.
- Colax puydtii Linden & André
- Colax viridis var. puydtii (Linden & André) Cogn.
- Lycaste jugosa (Lindl.) G.Nicholson
- Lycaste puydtii (Linden & André) G.Nicholson
- Maxillaria jugosa Lindl. basónimo
- Maxillaria viridis var. pluriflora Regel
- Pabstia jugosa var. rufina (Rchb.f.) Garay
- Pabstia jugosa var. viridis (God.-Leb.) Garay
- Zygopetalum jugosum (Lindl.) Schltr.[1][4][5]